# Leif Hedegärd
Leif Göran Thomas Hedegärd, född 8 maj 1956 i Stockholm, är en svensk journalist, programledare och producent.
Leif Hedegärd har arbetat med program som Morgonpasset i P3, P3 Live och Mitt i Musiken i P2. Han har varit programledare i Sveriges Radios webb- och digitalkanal SRX. Han var sedan redaktionschef för P4 Göteborg och därefter programledare för lokala morgonsändningar i P4 Göteborg och han har även gjort musikprogrammet P4 Retro, som har sänts på lördagar över hela riket. Innan han gick i pension var han programledare för Karlavagnen i P4 varannan onsdag.